# Dorin Chiriță
Dorin Chiriță (n. 23 iulie 1946, Gersa 2, județul Bistrița-Năsăud - d. 5 iulie 2011, Râmnicu Vâlcea) a fost un deputat român în legislatura 1996-2000, ales în județul Vâlcea pe listele partidului PDSR.